# Larcasia elia
Larcasia elia är en nattsländeart som först beskrevs av Martin E. Mosely 1939.  Larcasia elia ingår i släktet Larcasia och familjen grusrörsnattsländor. Inga underarter finns listade i Catalogue of Life.